# Григорьян, Тигран Григорьевич
Тигран Григорьевич Григорьян — советский хозяйственный, государственный и политический деятель.

## Биография
Родился 5 мая 1899 в селе Каракенд Шушинского уезда Елизаветпольской губернии Российской империи.

### Образование
- — 1930 — учёба на педагогическом факультете Азербайджанского государственного университета
- 1947 — окончил Высшую партийную школу при ЦК ВКП(б) (заочно)

В 1951 защитил диссертацию на соискание учёной степени кандидата философских наук. Тема диссертации: «О принципах коммунистической морали».

### Трудовая деятельность
- 1920—1922 — организатор Варандинского уездного комитета КСМ Армении (Елизаветпольская губерния)
- 1922—1924 — заведующий начальной школой с. Еленица (Азербайджанская ССР — Автономная область Нагорного Карабаха)
- 1924—1929 — преподаватель школы № 45 (Баку)
- 1929 — заведующий Учебной частью школы (Степанакерт)
- — 1931 — заведующий Сектором Отдела народного образования Автономной области Нагорного Карабаха
- 1931—1932 — заведующий Учебной частью Шушинского педагогического техникума (Автономная область Нагорного Карабаха)
- 1932—1941 — заведующий Сектором редакции газеты «Коммунист» (Баку)
- 1941—1942 — заместитель ответственного редактора газеты «Коммунист» (Баку)
- 1942—1944 — лектор Отдела пропаганды и агитации ЦК КП(б) Азербайджана
- 1944—1948 — ответственный редактор газеты «Коммунист» (Баку)
- 1948 — 01.1949 — 1-й секретарь Областного комитета КП(б) Азербайджана Нагорно-Карабахской автономной области
- 01.1949 — 1952 — заместитель директора Азербайджанской республиканской библиотеки
- 1952—1953 — старший преподаватель Азербайджанского государственного университета
- 1953—1954 — заведующий кафедрой философии и политической экономии Азербайджанского государственного университета
- 1954—1969 — доцент Азербайджанского государственного педагогического института
- 1969—1979 — доцент Института повышения квалификации при Московском государственном университета имени М. В. Ломоносова
- 1979 — на пенсии

## Награды
- Орден Трудового Красного Знамени (1946)
- Орден Ленина (1948)
- Орден Красной Звезды